# Risøyhamn
Risøyhamn est un village sur l'île d'Andøya, dans la municipalité d'Andøy, en Norvège, escale de l'Hurtigruten et reliée à l'île d'Hinnøya par un pont dont l'île des extrémités se trouve à Risøyhamn.